# Alfred Grandidier
Alfred Grandidier (ur. 21 grudnia 1836 w Paryżu, zm. 13 września 1921 tamże) – francuski geograf, podróżnik i przyrodnik, badacz Madagaskaru. W 1885 został członkiem Akademii Francuskiej. 

## Życiorys
W latach 1857–1860 podróżował po Ameryce Południowej, Indiach, Sri Lance i Afryce. Trzykrotnie odwiedził Madagaskar i przemierzył 5500 km. Za badania został odznaczony złotym medalem Paryskiego Towarzystwa Geograficznego. Jako pierwszy wykazał, że Malgaszowie są spokrewnieni z Malajami i Polinezyjczykami. Wydał dzieła:
- Histoire de la geographie de Madagascar (1893)
- Histoire physique, naturelle et politigue de Madagscar (wspólnie z synem)